# Musée Volkswagen
Le musée Volkswagen de Pępowo (en polonais Muzeum Volkswagena w Pępowie) est un musée privé consacré aux véhicules Volkswagen. Il est le plus grand musée de cette marque en Pologne ainsi que de toute l'Europe centrale. Le site se trouve dans le village Pępowo à une vingtaine de kilomètres de Gdańsk.

## Les collections
Le musée abrite 40 véhicules, en majorité de la marque VW. Parmi ces modèles on peut apprécier:
- Volkswagen Coccinelle
- Volkswagen Kübelwagen
- Volkswagen Transporter Typ 2
- Volkswagen Golf I
- VW K70

En dehors de modèles, le musée possède une collection de plus de 600 maquettes de voitures à l'échelle entre 1:64 et 1:18.

## Galerie

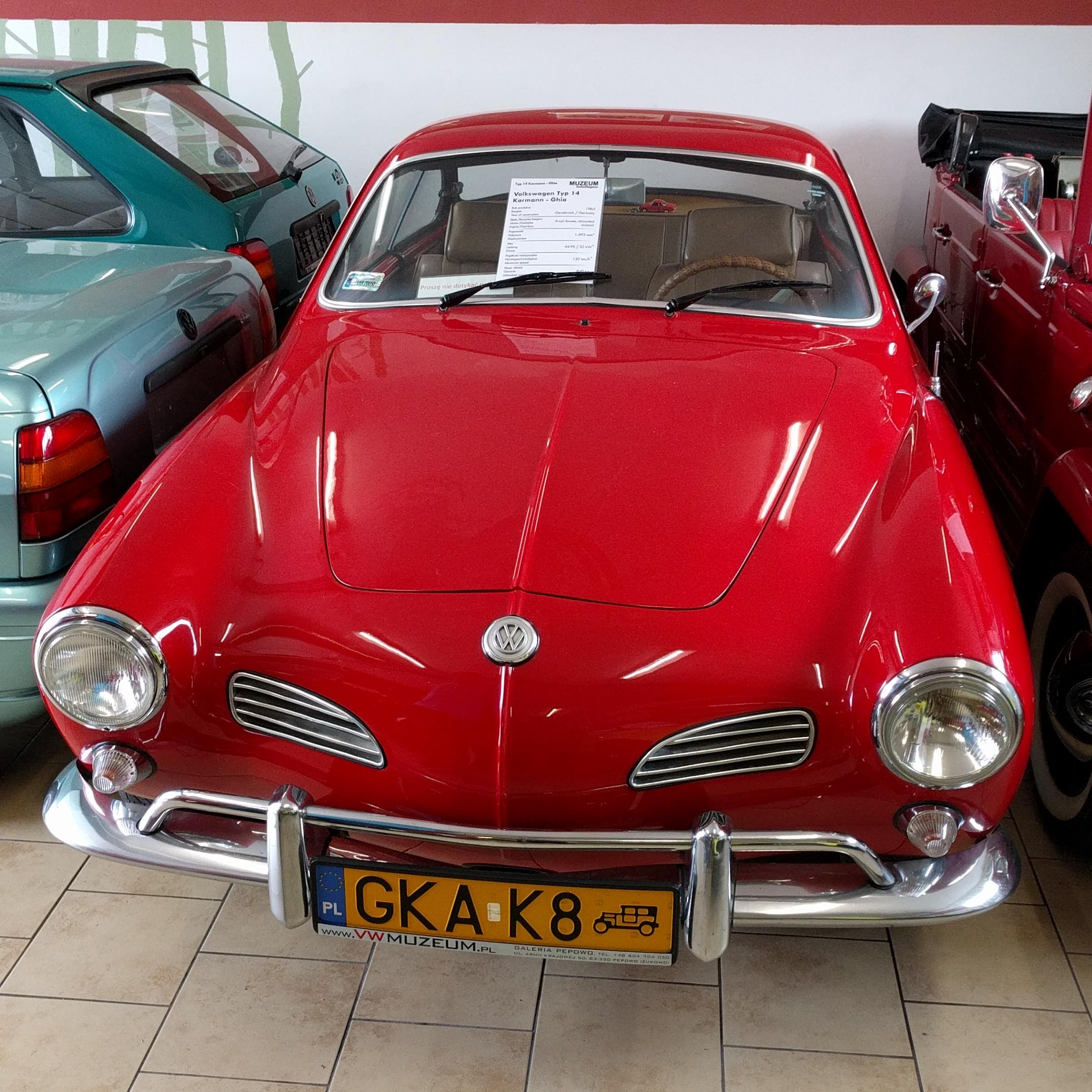
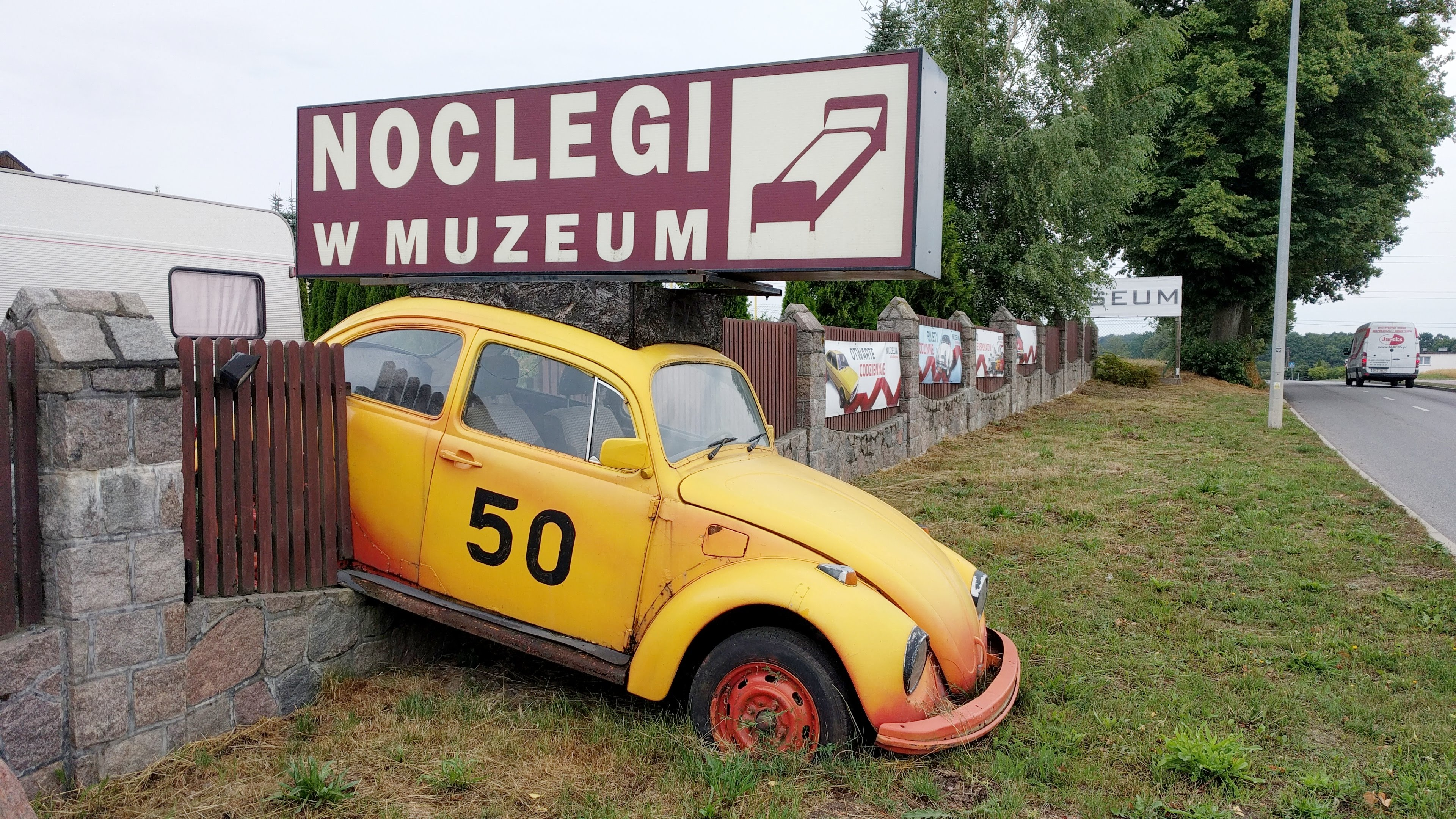
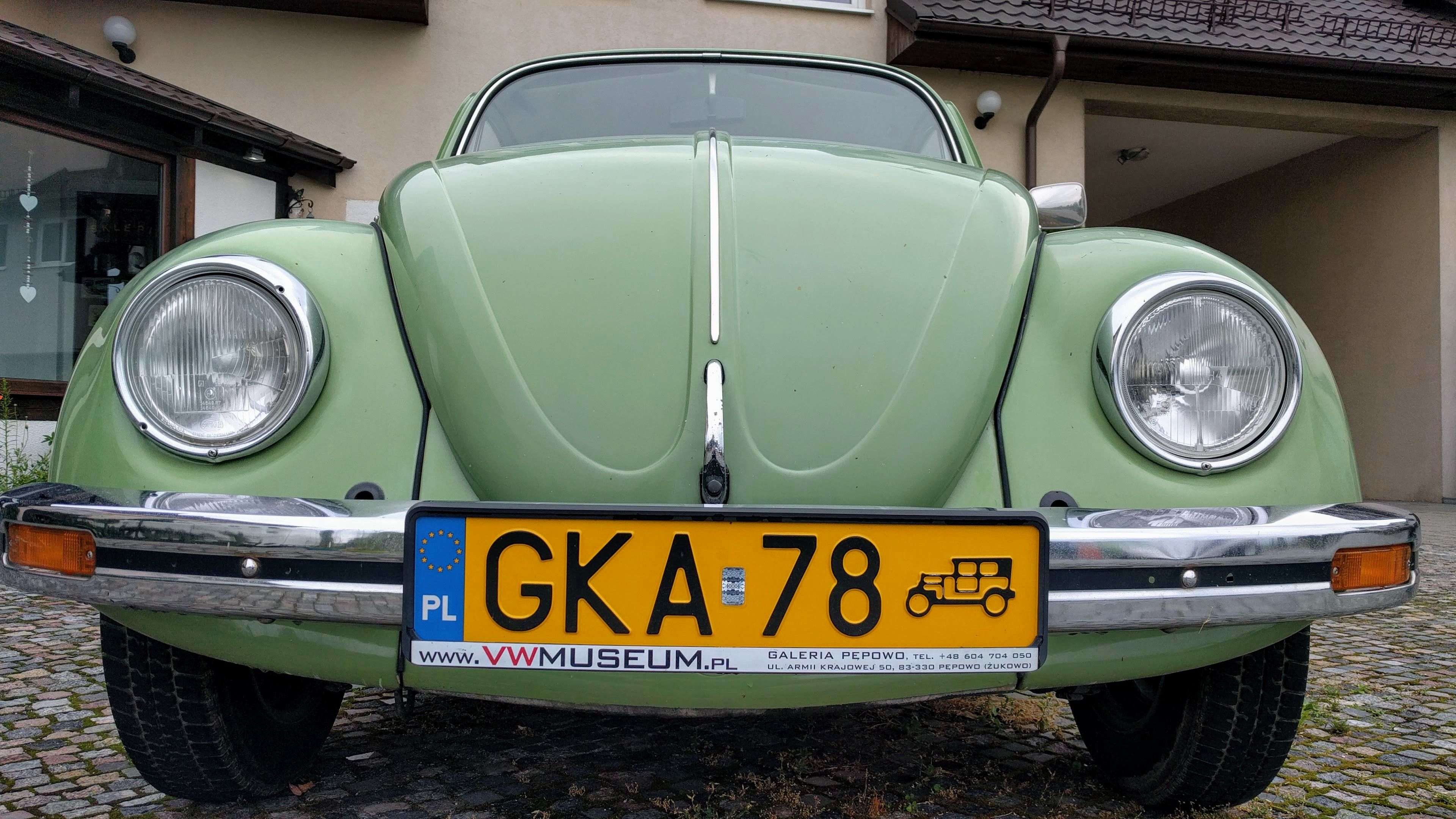
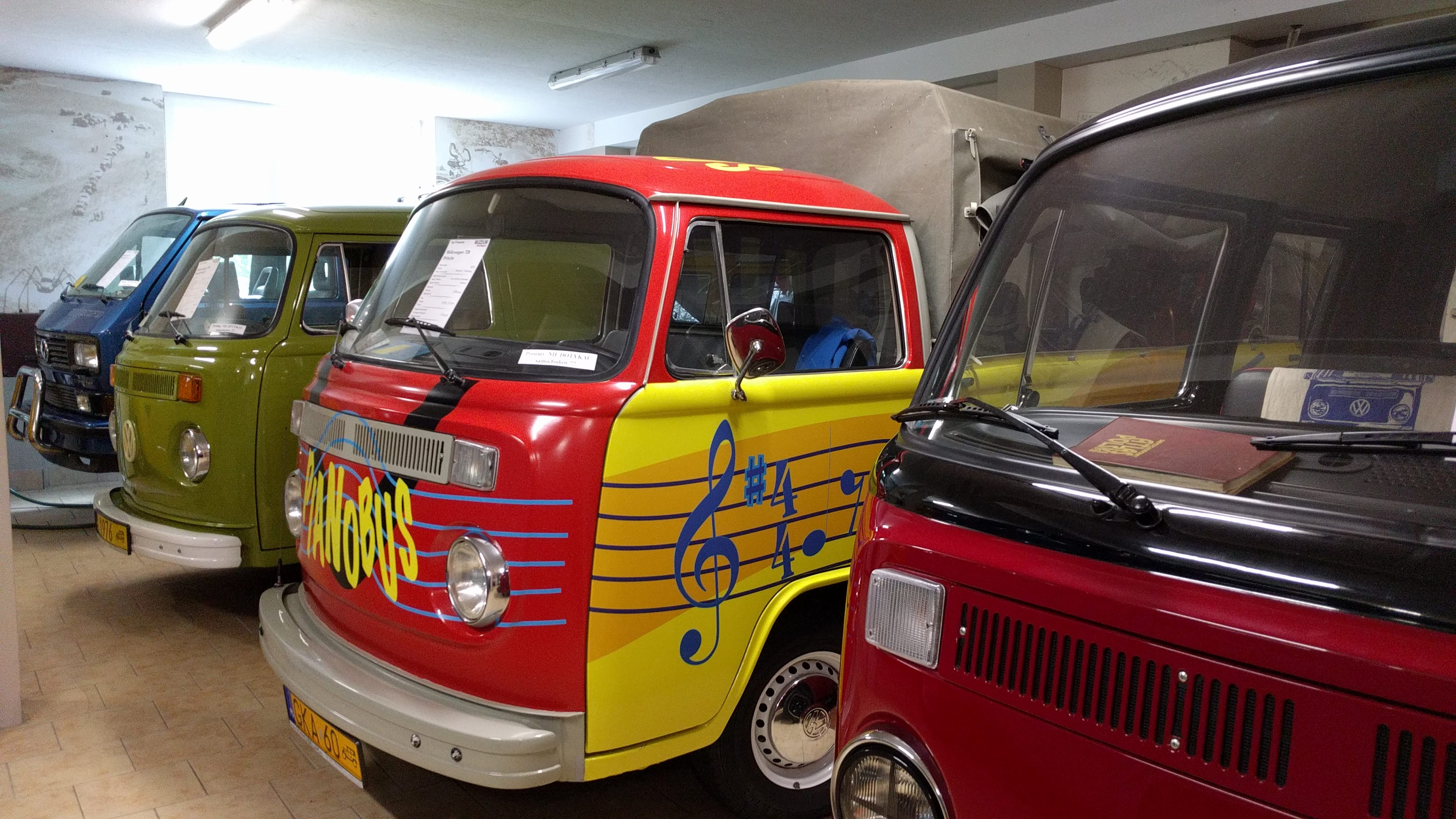